# Хази Аккускаров
Хази Аккускаров (баш. Хажи Аҡҡусҡаров (XVII век — XVIII век) — один из предводителей Башкирских восстаний в 1704—1711 годах. Был провозглашён башкирским ханом.

## Биография
Хази Аккускаров происходил из башкир Юрматынской волости Ногайской дороги.
Летом 1706 года вместе с Алдаром Исянгильдиным организовал посольство башкир во главе с Муратом Султаном в Крымское ханство и Османскую империю для проведения переговоров о вооружённой поддержке повстанцев.
В феврале 1709 года в Юрматынской волости башкиры собрались на йыйын, где они присягнули на Коране хану Хази и поклялись продолжить борьбу. А.-З. Валиди уточняет, что йыйын проходил на реке Сиказя, впадающей в Зиган, на традиционном месте народных съездов, получившем название «мечеть Хази».

В 1708 году восставшие башкиры под предводительством Алдара Исекеева вместе с Хази Аккускаровым сражались против армии воеводы князя П. И. Хованского в Казанском уезде. Вот что об этом рассказал на допросе в феврале 1708 года пленённый участник восстания Буляк Акбулатов:
«…И положили Салтан-Хазя з башкирцы, чтоб им ворам башкирцам и Казанского уезда татаром руских людей всех прирубить, и всех уездов иноверцев возмутить и к воровству своему соединить и иттить под Казань всеми людьми. И взяв де Казань, тому вору Салтану-Хазю быть в Казани…»
Дальнейшая судьба Хази Аккускарова неизвестна.

## Примечание
1. ↑  Таймасов С. У. Алдар-Кусюмовское восстание и политическое положение Башкортостана в первой трети XVIII века // Ватандаш. — 2008. — № 8. — ISSN 1683-3554. Архивировано 11 октября 2014 года.
2. ↑  История башкирского народа: в 7 т./ гл. ред. М. М. Кульшарипов. — Уфа: Гилем, 2011. — Т. III. — С. 128—129. — 476 с. — ISBN 978-5-7501-1301-9.